# Luís Antônio de Sousa Queirós
Luís Antônio de Sousa Queirós (Amarante, 1746 - 30 de mayo de 1819}} fue un militar luso-brasileño que alcanzó el grado de Brigadier en 1818 cuando pasó a retiro.
Emigró a Brasil con solo 20 años y se hizo tropero llegando a ser un importante comerciante de haciendas del interior de la capitanía de Sao Paulo. Fue propietario del primer barco que salió del Puerto de Santos con mercancías de las haciendas con destino a Lisboa. Como comerciante, fue intermediario en el comercio de las minas de oro de Cuiabá en el Mato Grosso, se introdujo en el negocio del azúcar y en la importación de bienes ultramarinos. Durante su vida llegó a crear una extensa red de negocios que le permitió montar el mayor grupo de haciendas de la capitanía.
El 19 de marzo de 1786 ingresó a la compañía de caballería de Itu como teniente y se retiró en 1818 con el grado de brigadier.
Fue también filántropo habiendo donado a la Hermandad de la Santa Casa de Misericórdia de São Paulo y varias otras sumas para la construcción de edificios para instituciones como el Cuartel de la Real Legión Voluntaria, el Hospital Militar, el Jardín Botánico, etc.
El Brigadier se casó con Genebra de Barros Leite en 1797 y fue padre de varias personalidades ilustres del Imperio entre los que destacan el senador Francisco Antônio de Sousa Queirós, Barón de Sousa Queirós, también conocido como "Senador Queirós", fue senador del Imperio desde 1847 hasta la proclamación de la República, siendo el senador que más tiempo estuvo en el cargo. Fue uno de los líderes históricos del Partido Liberal, habiendo participado con su familia en la Revolución Liberal de 1842. Fue el primer presidente y mayor accionista de la Companhia Paulista de Estradas de Ferro (Compañía Paulista de Ferrocarriles) y fundador, en 1874, del Instituto Doña Ana Rosa de Protección a la Infancia. Asimismo el  Comendador Luís Antônio de Sousa Barros quien ejerció el cargo de alcalde de São Paulo en 1835. Ese cargo fue posteriormente abolido y sólo retomado durante el período republicano.
Fue también un importante terrateniente. Poseía en Campinas cerca de diecisiete ingenios azucareros así como varias haciendas en las cercanías de Sao Paulo como la "Chacra de Consolación" y otra donde en la actualidad se encuentra el inicio de la Avenida Brigadeiro. Por ello residía en Sao Paulo en una casa ubicada en el centro histórico de la ciudad en la esquina de la rua Sao Bento con do Ouvidor.
Fue el primer "Barón de Souza Queirós" desde el 5 de febrero de 1818. Falleció en la ciudad de Sao Paulo, el 30 de mayo de 1819.
Una de las principales avenidas de la ciudad de São Paulo lleva su nombre, la Avenida Brigadeiro Luís Antônio. Asimismo, una estación del metro ubicada en la avenida Paulista también fue nombrada como Brigadeiro